# HMS Enterprise (H88)
HMS Enterprise (H88) — багатофункціональне гідрографічне судно на службі ВМС Великої Британії. Одне з двох суден класу «Екоу» (2002) (інше — HMS Echo (H87)). Це перші кораблі британського флоту, оснащені азимутальними двигунами, що надають їм надзвичайно точну керованість та маневровість на низьких швидкостях аж до самостійної швартовки без залучення буксирів. Також завдяки цим двигунам та носовому підрулюючому пристрою кораблі можуть довго перебувати на одній точці попри течію і вітер.
HMS «Enterprise» (H88) є десятим кораблем з такою назвою в складі Королівського флоту.

## Будівництво
Кораблі цього класу були побудовані Appliedore Shipbuilders відповідно до контракту від 19 червня 2000 року. Їх будівництво здійснювалося під контролем регістра Lloyd's Register (LR). Судно спущено на воду 27 квітня 2002 року. 2 травня відбулася церемонія хрещення. Хрещеною матір'ю стала леді Саллі Форбс. 18 жовтня 2003 року введено в експлуатацію. Порт приписки — військово-морська база Девонпорт, Плімут.

## Служба
У жовтні 2004 року корабель вийшов у своє перше розгортання, яке проходило у Середземному морі. У квітні 2005 року повернувся в Девонпорт.
У вересні 2005 року залишив порт приписки для проведення геологорозвідувальних робіт в Аденській затоці і біля узбережжя Сомалі.

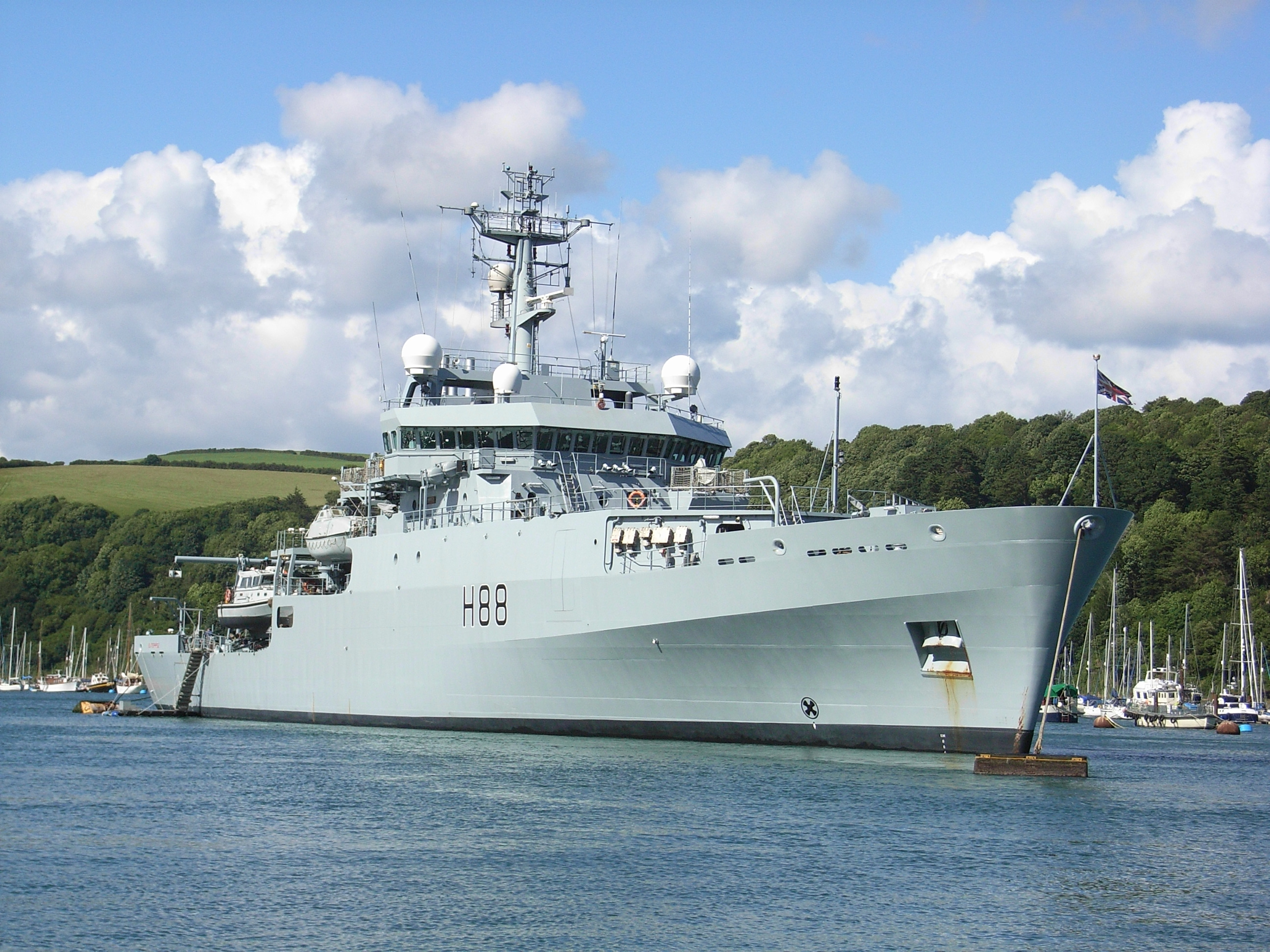
В 2008 році.

У 2007 році розпочало 19-місячне розгортання в Західній Африці, Південній Африці, Індійському океані і в Перській затоці.
У червні 2009 року розпочало розширене розгортання в Західній Африці, яке тривало два роки. В рамках цього розгортання три місяці перебувало в Середземному морі. 10 червня 2011 року повернулося в Девонпорт. За час розгортання судно пройшло понад 50000 морських миль.
У серпні 2014 року було відправлено до Лівії для евакуації британських громадян і дипломатичного персоналу через дедалі більше насильство у країні. За два рейси було евакуйовано в цілому 217 цивільних осіб, які щасливо були доставлені в порт Валлетта, Мальта.
У червні 2015 замінило десантний транспортний док HMS «Bulwark» (L15), який брав участь в операції з порятунку мігрантів в Середземному морі. До грудня 2015 судном було врятовано понад 2600 мігрантів. До грудня 2016 року ця кількість зросла до 9000 осіб, перш ніж його змінило судно HMS «Echo» (H87).
09 січня 2017 було повідомлено про те, що судно розгорнуто в Південній Атлантиці для виконання патрулювання. Крім цього судно виконувало оновлення карт регіону. 18 квітня повернулося в порт приписки. Після цього в місті Фалмут був проведений невеликий ремонт судна. 29 червня залишило порт приписки Девонпорт для розгортання як протимінного корабля, взявши на себе роль флагмана другої постійної протимінної групи НАТО (SNMCMG2), яка переважно знаходилась в Середземному морі. Вранці 24 січня 2018 увійшло в акваторію Чорного моря в складі групи кораблів SNMCMG2, в яку також входили мінний тральщик TCG «Akçay» (M 270) ВМС Туреччини і мінний тральщик ROS «Lt Lupu Dinescu» (F-25) ВМС Румунії. 26 січня прибуло з візитом в Синоп, Туреччина. 1 лютого прибуло з візитом в порт Констанца, Румунія, який покинуло 4 лютого. З 9 по 11 лютого перебувало в порту Бургас (Болгарія). 13 лютого покинуло акваторію Чорного моря.
У грудні 2019 року, як повідомлялося, судно проплило через спірну Тайванську протоку.
5 серпня 2020 року судно було відправлено в Бейрут, щоб допомогти обстежити територію навколо доків після вибуху доків у Бейруті 2020 року.
В вересні 2020 року разом з американським есмінцем USS Roosevelt (DDG 80) увійшло до Чорного моря. Обидва кораблі прибули до Чорного моря на час проведення гарячої фази російських військових навчань «Кавказ-2020», що зокрема проходять на території тимчасово окупованого Криму.